# Urano (escultura)

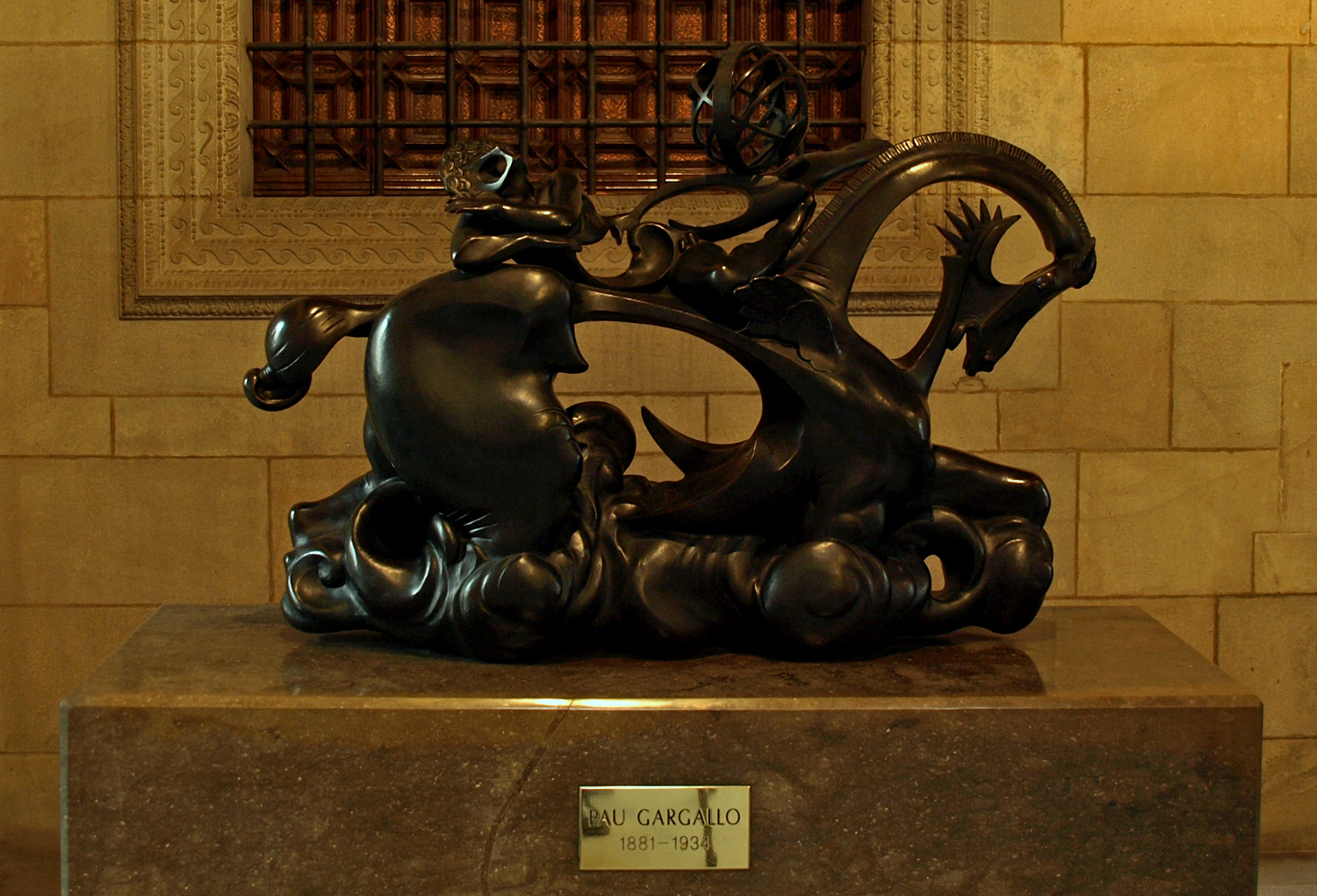
Urano expuesta en el Vestíbulo de la Casa de la Ciudad de Barcelona.

Urano es una de las últimas esculturas que creó del artista zaragozano Pablo Gargallo en 1933, un año antes de su fallecimiento.

## Historia
En 1930, Gargallo tomó nota de una bailarina ecuestre de la cual todavía se conserva un esbozo. Al cabo de dos años, los bocetos se plasmaron en una pequeña estatua de bronce llamada Caballito de circo, donde realizó algunos cambios respecto a la idea original; la bailarina ecuestre la cambió por una figura masculina sentada encima del équido, también añadió una pelota para intentar aludir al circo, puesto que el nuevo personaje masculino decidió crearlo desnudo, perdiendo la referencia al circo que daba la indumentaria que poseía la bailarina de su boceto inicial. La figura femenina llevaba una falda, cuyas ondulaciones las decidió añadir en la base de la figura.
Durante los últimos meses de su vida, el artista continuó desarrollando la idea pero desde un punto de vista mitológico, realizando numerosos cambios destacados como la pelota, que se convirtió en una esfera armilar y añadió un par de alas al caballo, convirtiéndolo en un pegaso. Por último, las ondulaciones que permanecían en la base, las transformó en nubes.
La escultura original era de yeso, aunque posteriormente se realizaron varias copias de bronce, una de las cuales fue para la Casa de la Ciudad de Barcelona, sede del Ayuntamiento de la ciudad homónima. La copia de bronce del Ayuntamiento fue inaugurada en el recinto conocido como el Vestíbulo el 13 de febrero de 1990, con la presencia de Pierrette, hija del artista. El Vestíbulo es un espacio de grandes proporciones conocido por albergar numerosas obras de arte de artistas destacados como Joan Miró, Josep Clarà y Josep María Subirachs entre otros.